# Traematosisis bispinosus
Traematosisis bispinosus är en spindelart som först beskrevs av James Henry Emerton 1911.  Traematosisis bispinosus ingår i släktet Traematosisis och familjen täckvävarspindlar. Inga underarter finns listade i Catalogue of Life.